# Daniel Hendler
 (septembre 2017).
Si vous disposez d'ouvrages ou d'articles de référence ou si vous connaissez des sites web de qualité traitant du thème abordé ici, merci de compléter l'article en donnant les références utiles à sa vérifiabilité et en les liant à la section « Notes et références ».
Daniel Hendler est un acteur et réalisateur uruguayen né le 3 janvier 1976 à Montevideo. Travaillant également pour le cinéma argentin, il a joué dans quatre films de Daniel Burman, dont Le Fils d'Elias qui lui a valu l'Ours d'argent du meilleur acteur à la Berlinale 2004.

## Filmographie partielle

### Réalisateur
- 2002 : Perro perdido (court métrage)
- 2010 : Norberto apenas tarde
- 2016 : El candidato

### Acteur
- 2001 : En attendant le Messie (Esperando al mesías) de Daniel Burman – Ariel Goldstein
- 2001 : 25 Watts de Pablo Stoll et de Juan Pablo Rebella – Leche
- 2003 : El fondo del mar de Damián Szifron – Ezequiel Toledo
- 2003 : Toutes les hôtesses de l'air vont au paradis (Todas las azafatas van al cielo) de Daniel Burman – Taxi
- 2004 : Le Fils d'Elias (El abrazo partido) de Daniel Burman – Ariel Makaroff
- 2004 : Whisky de Pablo Stoll et de Juan Pablo Rebella – Martín
- 2006 : Reinas de Manuel Gomez Pereira – Óscar
- 2006 : Les Lois de la famille (Derecho de familia) de Daniel Burman – Ariel Perelman
- 2007 : La Fiancée errante (Una novia errante) : Miguel
- 2008 : Historias extraordinarias de Mariano Llinás – Narrateur
- 2015 : Mi amiga del parque d'Ana Katz – Gustavo
- 2020 : The Intruder (El Prófugo), de Natalia Meta
- 2022 : Petite Fleur de Santiago Mitre - José